# Công quốc Trento
Công quốc Trento là một công quốc tự trị của người Lombard, do Euin thành lập trong suốt thời kỳ không vua Lombard vào năm 574–584 từ sau vụ ám sát nhà lãnh đạo của người Lombard là Alboin. Thành lũy khu vực của Euin là thành phố La Mã Tridentum ở trên thung lũng Adige, dưới chân đồi của dãy núi Alps tại miền bắc Ý, nơi mà công quốc hình thành nên một trong những biên trấn của Vương quốc Ý Lombard. Tại đây, ông chia sẻ quyền lực với viên giám mục trên danh nghĩa phụ thuộc vào Thượng phụ Aquileia.
Vào năm 574–75, người Lombard đã phái các toán quân cướp phá vùng thung lũng Rhône, phải gánh chịu các cuộc tấn công trả đũa vào công quốc từ người Austrasia Frank vốn nắm quyền kiểm soát vùng núi dẫn vào Vương quốc Burgundia. Euin cầm đầu đội quân trung thành với Authari đã tiến vào lãnh thổ của công tước xứ Friuli ở Istria khoảng năm 589, ông còn được Agilulf phái tới ký hòa ước với người láng giềng Frank của mình vào năm 591. Sau cái chết của Euin vào khoảng năm 595, Agilulf đã lập Gaidoald, một người Công giáo chứ không phải người Kitô giáo hệ phái Arian làm công tước. Sau một số xích mích giữa nhà vua và công tước thì họ lại làm lành với nhau vào năm 600. Công quốc Brescia riêng biệt của người Lombard đã thống nhất với Tridentum dưới thời trị vị của Alagis, một tín đồ Arian nhiệt thành và là đối thủ của vua Lombard Perctarit mà về sau bị giết chết trong trận Cornate d'Adda (688).
Với sự sụp đổ của Vương quốc Lombard vào năm 773–74, công quốc Tridentum đã được chuyển sang dưới sự kiểm soát của người Frank và bị chuyển đổi. Sau khi Hoàng đế Otto I của Đức chinh phục Vương quốc Ý vào năm 952, ông đã sáp nhập Tridentum vào Biên trấn Verona. Vị trí chiến lược của nó kiểm soát hẻm núi Alpine đã khuyến khích các Hoàng đế La Mã Thần thánh thế kỷ 11 trao quyền thế tục trên một lãnh thổ khá lớn cho Giám mục Ulrich II xứ Trento. Với tư cách là một thân vương độc lập của đế quốc, với quyền hạn và đặc quyền của một công tước. Dòng dõi Giám mục vương quyền đã nắm quyền cai trị xứ này ngoại trừ một vài khoảng thời gian ngắn cho đến tận năm 1802, khi các giám mục đã bị thế tục hóa và trở thành một phần của tỉnh Tirol thuộc Áo.